# Amphisbetetus trinotatus
Amphisbetetus trinotatus là một loài ruồi trong họ Asilidae. Amphisbetetus trinotatus được Paramonov miêu tả năm 1966. Loài này phân bố ở miền Australasia.